# بوبلار غروف (إلينوي)
بروبلار غروف (بالإنجليزية: Poplar Grove)‏ هي معلم جغرافي تقع في الولايات المتحدة في إلينوي. يقدر عدد سكانها بـ 5,023 نسمة .